# جائزة وايلي
جائزة وايلي في العلوم الطبية الحيوية هي جائزة تهدف إلى التعرف على البحوث المميزة والمتطورة في أبحاث علوم الحياة المحضة أو التطبيقية، تلك التي تتميز بتفوقها وأصالتها وتأثيرها على فهمنا للأنظمة والعمليات البيولوجية. عُرفت الجائزة بمساهمة معينة أو بسلسلة من المساهمات والتي بدورها تشرح الدور القيادي البارز للمرشح في تطوير مفاهيم البحث أو تطبيقها السريري. سيكون التركيز بشكل خاص على الأبحاث التي تدافع عن المناهج الجديدة وتتحدى التفكير المعتاد في العلوم الطبية الحيوية.
تعد مؤسسة وايلي، التي تأسست في عام 2001، هي الجهة المانحة الداعمة لجائزة وايلي في العلوم الطبية الحيوية. تقدم هذه الجائزة سنويا وتتألف من جائزة بقيمة 35000 دولار ومأدبة غداء على شرف المتلقي. يتم تقديم الجائزة في مراسم تقام في جامعة روكفلر، المكان الذي يستلم فيه المستلم جائزته في محاضرة فخرية كجزء من سلسلة محاضرات تلك الجامعة. واعتبارًا من عام 2016 سلمت الجائزة لستة متلقين جائزة نوبل في علم وظائف الأعضاء أو الطب.

## الفائزون بجائزة وايلي
عام 2000
د. روبرت هورفيتزس من معهد ماساتشوستس للتكنولوجيا ود. ستانلي جيه كورسمير من معهد دانا فابر للسرطان لأبحاثه المنوية على موت الخلية المبرمج واكتشافه بأن المسار الجيني هو المسؤول عن موتها في الكائن الحي، وكان اختيار الدكتور كورسومير بسبب اكتشافه العلاقة بين الإنسان والأورام اللمفاوية والعملية البيولوجية الرئيسة موت الخلايا المبرمج.وبشكل واضح أثبتت تجاربه أن موت الخلية يلعب دورا رئيسيا في السرطان.
عام 2003 
د. أندرو زاكاري فاير ومؤسسة كارنيجي كلاهما من واشنطن وجامعة جونز هوبكنز ود. كريج كامريون ميلو من كلية الطب بجامعة ماساتشوستس ود. توماس توشل كان يعمل في السابق في معهد ماكس بلانك للكيمياء الفزيائية الحيوية في جويتينجن في ألمانيا وحديثا في جامعة روكفلر ود. ديفيد بولكومب من مختبر سينسبري في مركز جون اينيس في نورويتش إنجلترا للمشاركة في اكتشافات آليات حديثة لتنظيم التعبير الجيني عن طريق الرنا الصغير المتداخل.
2004
جيم ديفيد أليس، جوي وجاك فيشمان، مختبر بيولوجيا الكروماتين وعلم التخلق في جامعة روكفلر في نيويورك وذلك لاكتشافهم المهم، عوامل النسخ يمكن تعديلها إنزيميا هيستون لتنظيم أنشطة الجينات.
عام 2005
د. بيتر والتر، معهد هوارد هيوز الطبي، أستاذ ورئيس قسم الكيمياء الحيوية والفيزياء الحيوية في جامعة كاليفورنيا سان فرانسيسكو د.كازوتوشي موري، أستاذ الفيزياء الحيوية في كلية الدراسات العليا للعلوم في جامعة كيوتو في اليابان وذلك لاكتشافهم المسار الجديد الذي تنظم خلاله الخلايا سعة مقصورات الخلايا لإنتاج مطوية بشكل صحيح البروتينات للتصدير.
عام 2006
د.إليزابيث بلاكبيرن، موريس هرستين بروفيسور علم الأحياء وعلم وظائف الأعضاء في قسم الكيمياء الحيوية والفيزياء الحيوية في جامعة كاليفورنيا، سان فرانسيسكو، د. كارول جريدر، بروفيسور دانيال ناثنز ومدير البيولوجيا الجزيئية وعلم الوراثة في جامعة جونز هوبكنز لاكتشافهم تيلوميراز وهو انزيم يحافظ على سلامة الكروموسوم والإقرار بأهميته في الشيخوخة والسرطان وبيولوجيا الخلايا الجذعية.
عام 2007
د. أولريش هارتل، مدير في معهد ماكس بلانك للكيمياء، د. آرثر أورويك أستاذ علم الوراثة وطب الأطفال، معهد هوارد هيوز الطبي لتوضيحهم الآلية الجزيئية التي توجه البروتين إلى شكله العملي الملائم ويعمل هذا على منع تراكمات مجاميع البروتين التي هي وراء العديد من الأمراض منها الشلل الرعاش ومرض الزهايمر.
عام 2008 
د. ريتشارد ليفتون من كلية الطب بجامعة ييل لاكتشافه الجينات المسببة للكثير من أنواع انخفاض وارتفاع ضغط الدم للإنسان.
عام 2009 
د. بوني باسلر قسم الأحياء الجزيئية في جامعة برينستون ومعهد هوارد هيوز الطبي للإنجازت العظيمة إدراك النصاب وهي آلية تمكن البكتيريا من التحدث أي التواصل مع بعضها لتنسيق سلوكها.
عام 2010 
د.بيتر جان أستاذ الفيزياء الحيوية الجزيئية، جامعة هومبولت، جورج ناجل، جامعة فورستسبورغ ود.إرسنت بامبرج، معهد ماكس بلانك للفيزياء الحيوية لاكتشافهم تشانيلرودوبسين وهي عائلة تتكون من القنوات الأيونية التي تعمل بالضوء وأدى إلى توسيع وتقوية المجال الجديد ل علم البصريات الوراثي وتوفر إمكانيات كبيرة للتطبيق الطبي البيولوجي ومنها استعادة الرؤية والبصر، التحفيز العميق للمخ لعلاج شلل الرعاش وغيره.
عام 2011 
د.ليلي جان، د.يوه نونج جان من معهد هوارد هيوز الطبي في جامعة كاليفورنيا، سان فرانسيسكو لتعريفهم الجزئي لعضو منشئ لمجموعة ق نوات أيونات البوتاسيوم والتي تتحكم في نشاط الخلايا العصبية في جميع انحاء المملكة الحيوانية.
عام 2012 
د. مايكل شيتز، د. جيمس سبوديتش، د.رونالد فاللشرحهم طريقة نقل البضائع المحركات الجزيئية على طول نظامين من الطرق في الخلايا.
عام 2013 
د. مايكل يونغ جامعة روكفلر، د.جيفري هول، د. مايكل روسباش جامعة برانديز لاكتشاف الآليات الجزيئية التي تحكم إيقاعات الساعة البيولوجية.
عام 2014 
د. وليام كايلين الابن، د. ستيفن ماكانايت، د.بيتر راتكليف، د.  جريج سيمينزا لعملهم على أنظمة استشعار الأكسجين.
عام 2015
د. إيفيلين ويتيكين، د. ستيفن إليج لدراستهم لاستجابة تلف الحمض النووي.
عام 2016 
د.يوشينوري أوسومي لاكتشاف طريقة عمل الخلايا على إعادة تدوير مكوناتها بطريقة مرتبة وهذ ه العملية، الالتهام الذاتي ضرورية لإصلاح الأنسجة والخلايا.
عام2017
يواكيم فرانك، ريتشارد هندرسو ومارين فان هيل للتطورات الرائدة للمجهر الإلكتروني.
عام 2018
لين أي ماكوات لشرح طريقة تفكك الحمض النووي الريبي المرسال الذي يتوسطه هراء.
عام 2019
سفانتي بابو وديفيد رايش لتسلسل جينات البشر القدامى والأقارب المنقرضين.
عام 2020
كليفورد برانجوين، أنتوني هيما ومايكل روزين لاكتشاف مبدأ جديد للتجزئة تحت الخلوية على مبدأ تشكيل مكثفات جزيئية بيولوجية مفصولة عن المرحلة.